# Aristida queenslandica
Aristida queenslandica är en gräsart som beskrevs av Johannes Jan Theodoor Henrard. Aristida queenslandica ingår i släktet Aristida och familjen gräs.
Artens utbredningsområde är Queensland. Utöver nominatformen finns också underarten A. q. dissimilis.